# Walter S. Hartley
Walter Sinclair Hartley (* 21. Februar 1927 in Washington, D.C.; † 30. Juni 2016 in Charlotte, North Carolina) war ein US-amerikanischer Komponist und Musikpädagoge.

## Leben und Werk
Hartley begann im Alter von fünf Jahren zu komponieren und studierte bis 1953 an der Eastman School of Music. Zu seinen Lehrern zählten Burrill Phillips, Thomas Canning, Herbert Elwell, Bernard Rogers, Howard Hanson und Dante Fiorillo.
Er unterrichtete an Universitäten in fünf Bundesstaaten, unter anderem lehrte er von 1956 bis 1964 Klavier, Musiktheorie und Komposition am Interlochen Center for the Arts und am Davis & Elkins College in Elkins, West Virginia. Ab 1969 war er, auch nach der Emeritierung 1991, an der State University of New York at Fredonia tätig. 2004 zog er nach Charlotte, wo er an der University of North Carolina als Composer in Residence wirkte.
Hartley komponierte über dreihundert Werke, die von Ensembles wie dem National Symphony Orchestra, dem Oklahoma City Symphony Orchestra, dem Eastman-Rochester Orchestra und dem Eastman Wind Ensemble aufgeführt wurden. Viele seiner Kompositionen insbesondere für Saxophon und tiefe Blechbläser gehören inzwischen zur Standardliteratur für diese Instrumente.